# Antonio Cisneros
Antonio Cisneros, född omkring 1660 i Zuñi Pueblo eller i Santa Fe, stupad i strid med apacher den 9 augusti 1706 i Zuñi Pueblo, var en presidiesoldat och alcalde mayor i New Meхico. Han var en castizo och son till kapten Bartolome de Cisneros, en mestis, och dennes hustru Ana Gutierrez de Salazar. Själv gifte han sig på nyårsdagen 1695 med Josefa Lujan Chávez i Santa Fe. De fick tre barn: Juana, Hermenegildo och Felipe Neri. Antonio kan också haft fyra utomäktenskapliga barn med Juana Griego: Nicolas, Pedro, Josefa och Maria. 

## Flykting i Paso del Norte
Vid Pueblorevolten 1680 flydde de spansktalande nybyggarna till Paso del Norte (dagens Juárez) i Chihuahua. Där mönstrades Antonio Cisneros som soldat i den spanska kronans tjänst, utrustad med musköt, sköld och läderjacka, två blida hästar och en åsna. Han deltog sedan i det misslyckade spanska försöket 1681 att återerövra Nya Mexiko. I Paso del Norte levde familjen i stor misär. Antonio var familjeförsörjare, inte bara för sin mor, som var änka, och för en minderårig bror och tre systrar, utan även för fyra föräldralösa småbarn som familjen tagit hand om.

## Militär i Nya Mexiko
När spanjorerna under Don Diego de Vargas ledning återvände till Nya Mexiko 1692 deltog Antonio Cisneros åter i fälttåget som soldat. Året därpå påbörjades flyktingfamiljernas återflytten från Paso del Norte, tillsammans med många hantverkare som Don Diego rekryterat i Nya Mexico City. Men det var bara Antonio som återvände, resten av familjen förblev i Paso del Norte.
År 1696 var ett svältår och spanjorerna tvångsrekvirerade majs från puebloindianerna för att kunna överleva. I juni deltog Antonio i en furageringsexpedition till Santo Domingo Pueblo. Spanjorernas återkomst, nödåret och majsrekvisitionerna gjorde att tanken på ett nytt pueblouppror sköt fart.
Den 24 juli befann sig Antoni Cisneros på marsch tillsammans med sina kamrater i en truppstyrka under Don Diego Vargas befäl. Marschrutten ledde genom ett bergspass vid en plats kallad El Embudo utanför Taos, där Lucas Naranjo, en av upprorsledarna, låg i bakhåll med sina män. En eldstrid utbröt mellan den spanska styrkan i passet och de upproriska indianerna uppe bland klipporna. Genom en lyckträff sköt Antonio Cisneros ihjäl Lucas Naranjo, som föll ned från berget. Där skar Antonio av honom huvudet och gav det till Don Diego.

## Alcalde i Galisteo och Zuñi
På grund av sina militära förtjänster blev Antonio Cisneros belönad med en stor markförläning, La Soledad, norr om San Juan Pueblo. Han fick också uppdraget som alcalde mayor över Galisteo, söder om Santa Fe. 1705 blev Antonio, precis som sin far, alcalde mayor över Zuñi Pueblon. Det var ett farligt och föga eftertraktat uppdrag vilket visas av att han året därpå, under okända omständigheter, där stupade i strid med fientliga apacher.